# Каенсар (Арский район)
Каенса́р (тат. Каенсар) — деревня в Арском районе Республики Татарстан, в составе Янга-Салского сельского поселения.

## Этимология
Топоним произошёл от фитонима татарского присхождения «каен» (берёза) и гидрографического термина финно-угорского происхождения «сар» (болото).

## География
Деревня находится в верховье реки Нурминка, в 10 км к юго-востоку от районного центра — города Арска.

## История
Основана в период Казанского ханства, возродилась после запустения в первой половине XVII века.
В XVIII – первой половине XIX века жители относились к сословию государственных крестьян. Основные занятия жителей в этот период – земледелие и скотоводство.
В «Списке населенных мест по сведениям 1859 года», изданном в 1866 году, населённый пункт упомянут как казённая деревня Каинсар 2-го стана Лаишевского уезда Казанской губернии. Располагалась при речке Нурме, по правую сторону Зюрейской торговой дороги, в 80 верстах от уездного города Лаишево и в 40 верстах от становой квартиры в казённом селе Карабаяны (Богородское). В деревне, в 43 дворах жили 279 человек (134 мужчин и 145 женщин), была мечеть.
В начале XX века в деревне функционировали мечеть, бакалейная лавка. В этот период земельный надел сельской общины составлял 736,9 десятины.
В 1930 году в деревне организован колхоз «Кызыл Каенсар».
До 1920 года деревня входила в Арскую волость Казанского уезда Казанской губернии. С 1920 года в составе Арского кантона ТАССР. С 10 августа 1930 года в Арском районе.
В 1930 году в деревне был организован первый колхоз. С 1995 года коллективное предприятие «Янго-сала», с 2005 года «Агрофиирма «Каенсар».
До 2013 года работала начальная школа.

## Население
| 1782 | 1859 | 1897 | 1908 | 1920 | 1926 | 1938 | 1949 | 1958 | 1970 | 1979 | 1989 | 2002 | 2010 | 2015 |
| ---- | ---- | ---- | ---- | ---- | ---- | ---- | ---- | ---- | ---- | ---- | ---- | ---- | ---- | ---- |
| 91   | 279  | 392  | 470  | 439  | 405  | 432  | 353  | 281  | 268  | 213  | 178  | 186  | 171  | 162  |

Национальный состав деревни — татары.

## Экономика
Жители работают преимущественно в «Агрофирме «Каенсар», занимаются полеводством, молочным скотоводством, овцеводством.

## Инфраструктура
В деревне действуют клуб, детский сад (с 2000 года).

## Религия
Мечеть (с 2012 года).